# 穿锅猎手
《穿锅猎手》是由BEC STUDIOS制作，演员札玲朋·尊克迪（Toey）以及辰塔维·塔纳西维（Ter）领衔主演的泰国爱情喜剧，预计2023年12月21日在Amazon Prime Video率先播出。

## 剧情简介
Marwin是一名被停职的警探，他在一家毒贩经常光顾的餐厅担任副主厨。他的任务是获得这些恶棍的信任，并逮捕他们难以捉摸的幕后老大。调查的进展一直都很顺利，直到有一天YouTuber兼餐厅老板的孙女Khing的到来让任务陷入瓶颈。Khing认为Marwin的行为很可疑，并不经意的影响他的任务进度。最终，Marwin请求Khing协助打倒该犯罪团伙。

## 演员阵容
- 札玲朋·尊克迪 饰演 Khing
- 辰塔维·塔纳西维 饰演 Marwin，卧底警探
- 恰约隆·西岚亚堤迪
- 帕特·查博里拉
- 伍天蓝
- 皮查彤·散顶腾古
- 派伊·达韦里特·丘拉萨普亚
- 阿彼维查·里尔顿
- 萨瓦特·博拉娜波拉特